# Синьял-Яуши
Синья́л-Я́уши (чув. Çӗньял Явӑш) — деревня в Вурнарском районе Чувашской Республики. Входит в Большеяушское сельское поселение.
Численность населения — 306 человек (2006).

## Известные жители
- Мерчен Сергей Павлович (по паспорту Селезнев; род. 1919) — чувашский прозаик[1], поэт, драматург.